# Bezirksklasse Halle-Merseburg 1933/34
De Bezirksklasse Halle-Merseburg 1933/34 was het eerste voetbalkampioenschap van de Bezirksklasse Halle-Merseburg. De Gauliga werd in 1933 in het leven geroepen als nieuwe hoogste klasse in het Duitse voetbal en had zestien regionale onderverdelingen. De Gauliga Mitte was een van de twee opvolgers van de Midden-Duitse voetbalbond en had drie onderverdelingen in de tweede klasse. Deze drie competities hadden samen nog eens 15 Kreisklassen onder zich, die de derde klasse vormden. Sportfreunde Halle werd de eerste kampioen en kon via de promotie-eindronde ook promotie afdwingen naar de Gauliga.

## Samenstelling
De samenstelling van de Bezirksklasse Halle-Mersebrug kwam als volgt tot stand. Alle clubs speelden voordien in competities van de Midden-Duitse voetbalbond.
- Plaats 3-9 van de  Saalecompetitie 1932/33:
  - FV Sportfreunde Halle
  - SV 1898 Halle
  - VfL 1912 Merseburg
  - VfL Halle 1896
  - SpVg 1919 Neumark
  - SpVgg Borussia 02 Halle
  - FC Preußen 01 Merseburg
- Plaats 1-3 van de Saale-Elstercompetitie 1932/33:
  - TuRV 1861 Weißenfels
  - Naumburger SV 05
  - FV Schwarz-Gelb Weißenfels
- Plaats 1-2 Kyffhäuserse competitie1932/33:
  - BSC 07 Sangerhausen
  - SV Wacker 05 Nordhausen
- Clubs uit de Mulde- en Elbe-Elstercompetitie werden te zwak bevonden voor de Gauliga of de Bezirksklasse en moesten in de 1. Kreisklasse starten, VfL Bitterfeld, de kampioen van 1932/33 werd wel toegelaten tot de Gauliga.

## Eindstand
| Plaats | Club                       | Wed. | Saldo | Ptn.  |
| ------ | -------------------------- | ---- | ----- | ----- |
| 1.     | FV Sportfreunde Halle      | 22   | 73:40 | 33:11 |
| 2.     | SpVgg Borussia 02 Halle    | 22   | 55:43 | 28:16 |
| 3.     | TuRV 1861 Weißenfels       | 22   | 59:51 | 26:18 |
| 4.     | SpVg 1919 Neumark          | 21   | 57:39 | 25:17 |
| 5.     | SV 1898 Halle              | 21   | 57:49 | 25:17 |
| 6.     | VfL Halle 1896             | 22   | 49:43 | 23:21 |
| 7.     | Naumburger SV 05           | 21   | 45:42 | 21:21 |
| 8.     | FC Preußen 01 Merseburg    | 22   | 45:46 | 20:24 |
| 9.     | FV Schwarz-Gelb Weißenfels | 21   | 54:54 | 19:23 |
| 10.    | SV Wacker 05 Nordhausen    | 22   | 47:60 | 19:25 |
| 11.    | VfL 1912 Merseburg         | 22   | 34:47 | 13:31 |
| 12.    | BSC 07 Sangerhausen        | 22   | 24:85 | 8:36  |

|  | Kampioen, deelname promotie-eindronde |
|  | Degradatie naar 1. Kreisklasse        |

## Promotie-eindronde
De vijf kampioenen van de 1. Kreisklasse namen het tegen elkaar op, de top twee promoveerde.
| Plaats | Club                 | Wed. | Saldo | Ptn. |
| ------ | -------------------- | ---- | ----- | ---- |
| 1.     | Ammendorfer FC 1910  | 3    | 14:4  | 5:1  |
| 2.     | SpVgg Zeitz 1910     | 0    | 0:0   | 0:0  |
| 3.     | VfB 1919 Zscherndorf | 3    | 6:6   | 2:4  |
| 4.     | SV Wacker Mühlberg   | 2    | 0:2   | 2:2  |
| 5.     | VfB Oberröblingen    | 2    | 2:10  | 1:3  |

Niet meer alle resultaten zijn bekend, dit is de laatst bekende stand. Volgend seizoen speelde ook Sportgruppe Torgau in de Bezirksklasse, hoewel zij niet aan de promotie-eindronde deelgenomen hadden. 
|  | Promotie naar Bezirksklasse Halle-Merseburg 1934/35 |